# Thomas Clarke Rye
Thomas Clarke Rye (2 de junho de 1863 – 12 de setembro de 1953) foi um político americano, o 32º Governador do Tennessee, com mandato de 1915 até 1919. Um partidário convicto da proibição, ele ajudou a reunificar o partido democrático do Tenesse, que esteve dividido sobre essa questão por quase uma década. Rye é talvez mais lembrado por ter promulgado a "lei de expulsão"(Ouster Law), que pretendia limitar o poder do chefe político E. H. Crump.

## Início de vida
Rye nasceu no Tennessee, no Condado de Benton, filho de Wayne Rye, um comerciante e Elizabeth (Atchison) Rye. Ele foi educado em escolas locais e estudou Direito com seu tio, o coronel Tom Morris, nas proximidade de Charlotte, Tennessee. Em 1884, após a sua admissão para advocacia, ele mudou-se para Camden, Tennessee, para exercer a profissão. Durante a década de 1890, serviu como Chanceler na Corte de Chancelaria de Camden, também trabalhou durante vários anos como um agente de pensão em Washington, D. C. E em 1902 Rye mudou-se para Paris, Tennessee, onde ele estabeleceu uma sociedade de advogados com W.W. Farquard.
Rye foi promotor na 13ª Comarca Judicial de 1910 até 1914. Ele rapidamente ganhou uma boa reputação como agente da lei mais "rigoroso" do Estado e foi descrito como um "terror aos contrabandistas e fabricantes de whisky".

## Governador do Tennessee
No início da década de 1910, o partido democrático do estado estava dividido sobre a questão da proibição. Uma facção, conhecida como os "democratas independentes", queriam que  a aplicação em todo o estado da lei das quatro milhas (que proibiu a venda de bebidas alcoólicas dentro de quatro milhas de qualquer escola), enquanto a outra facção, conhecida como os "democratas Regulares", queriam que as cidades maiores do Estado fossem isentas da lei. Em 1910, os "democratas independentes" saíram do partido e formaram uma coalizão, conhecida como os "Fusionists", com os republicanos, ajudando a eleger o governador Ben W. Hooper.
Em sua Convenção de maio em 1914, o Partido Democrata adicionou a proibição estadual na plataforma do partido, quase terminando com a divisão entre "Regulares" e "independentes". Rye, bem conhecido entre os defensores da proibição, recebeu apoio do Senador Lea de Luke e  do ex-governador Malcolm R. Patterson e foi indicado como candidato do partido. Com o partido mais uma vez unificado, Rye derrotou Hooper com 137.656 votos sobre 116.667. Hooper acusou o chefe político de Memphis, E. H. Crump, de manipulação de votos no Condado de Shelby, mas nenhuma investigação foi iniciada.

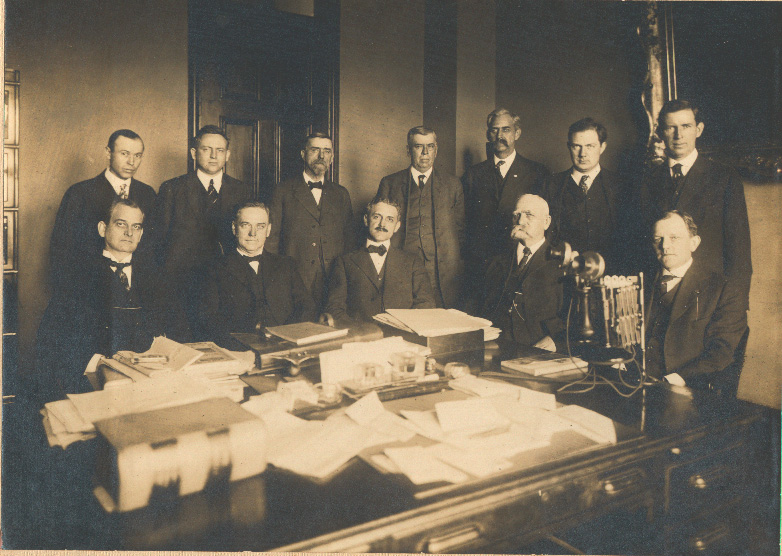
Governador Rye (sentado, segundo da esquerda) e sua equipe.

Durante seu primeiro mandato, Rye promulgou a chamada "lei da expulsão", que permitia a demissão de funcionários públicos por incompetência ou desídia em cumprir a lei. Esta lei visava principalmente Crump, que, como prefeito de Memphis, recusava-se a impor a proibição na cidade. O procurador geral do Estado entrou com uma ação de exoneração de Crump em outubro de 1915. Quando a Suprema Corte do Tennessee confirmou a procedência do pedido, a administração de Rye procedeu a exoneração de qualquer funcionário que houvesse recusado fazer valer a proibição, entre eles o promotor Newton Estes e o juiz Jesse Edgington de Memphis, bem como vários funcionários em Nashville (incluindo o prefeito Hilary Howse) e em Knoxville.
Administração de Rye criou o departamento de estradas do Estado (atualmente Tennessee Department of Transportation) em 1915. Ele assinou a legislação que exigia o registro de automóveis e implementou um imposto de estradas (pedágio) do estado para ajustar-se com o fundo de financiamento federal. Em abril de 1915, Rye participou de uma reunião da Associação Dixie Highway, onde ele ajudou a definir a rota da estrada Dixie Highway, uma rota turística incipiente, ligando o centro-oeste com a Florida.
Em março de 1915, Rye assinou legislação autorizando a criação do Tennessee Polytechnic Institute (atual Tennessee Technological University) em Cookeville. Durante seu mandato, ele expandiu o Conselho de educação do Estado e implementou um imposto para apoiar as escolas.
Na disputa para governador de 1916, os republicanos nomearam John W. Overall, um Marechal dos Estados Unidos de Liberty, Tennessee. Rye venceu a eleição geral com 146.758 votos sobre 117.817.
Durante o segundo mandato de Rye, os Estados Unidos entraram na Primeira Guerra Mundial. Mais de 80.000 Tennesseanos entraram para as forças armadas de Estados Unidos, e muitos deles foram enviados para o exterior como nunca antes na história do Tennessee. O número de Tennesseanos em atividade nas forças armadas superou os de guerras anteriores, exceto os das forças confederadas da Guerra Civil Americana.
Em 1917, Rye implementou legislação para estabelecer eleições primárias para selecionar candidatos para secretarias de estado, serviu para os partidos democrático e republicano (os candidatos foram previamente selecionados pelos delegados às convenções do partido). Essa questão sobre as primárias havia dividido o Partido Democrata desde as eleições de 1910.

## Últimos anos e morte
No final do seu segundo mandato, Rye não buscou a reeleição. Em vez disso, ele concorreu para a vaga no Senado dos Estados Unidos deixada por John K. Shields. John que havia sido eleito pelo legislativo estadual antes da aprovação da 17ª emenda constitucional (que estabeleceu a eleição direta dos senadores), havia desagradado o Presidente Woodrow Wilson por oposição à Liga das Nações, então Wilson ameaçou apoiar Rye. O Senador Kenneth McKellar convenceu o Presidente a suspender seu apoio em troca do apoio de Shields para a liga das nações, então Shields derrotou Rye para a nomeação.
Depois de perder a nomeação para o Senado, Rye retornou para Paris para advogar. Em 1922, foi nomeado Chanceler (juiz) da 8ª comarca do estado. Ele permaneceu nesse cargo por quase duas décadas.
Rye morreu em Paris, Tennessee em 12 de setembro de 1953 e foi enterrado no cemitério de Maplewood nesta cidade. Quando de sua morte, tornou-se o segundo governador mais longevo na história de Tennessee, com noventa anos e 3 meses. O Governador John I. Cox foi o mais longevo com noventa anos, 9 meses.

## Família
Rye era descendente de imigrantes irlandeses. Ele casou com Bettie Arnold em 1887. Eles tiveram uma filha, Nell e um filho, Paul.

## Fonte da tradução
- Este artigo foi inicialmente traduzido, total ou parcialmente, do artigo da Wikipédia em inglês cujo título é «Thomas Clarke Rye».